# Hồng Phong, Đông Triều
Hồng Phong là một phường thuộc thành phố Đông Triều, tỉnh Quảng Ninh, Việt Nam.

## Địa lý
Phường Hồng Phong nằm ở phía nam thành phố Đông Triều, có vị trí địa lý:
- Phía đông giáp phường Hưng Đạo
- Phía tây giáp phường Thủy An với ranh giới là sông Đạm Thủy
- Phía nam giáp tỉnh Hải Dương với ranh giới là sông Kinh Thầy
- Phía bắc giáp phường Đức Chính và xã Việt Dân.

Phường Hồng Phong có diện tích 7,38 km², dân số năm 2018 là 8.605 người, mật độ dân số đạt 1.166 người/km².

## Hành chính
Phường Hồng Phong được chia thành 7 khu phố: Bến Triều, Bình Lục Hạ, Bình Lục Thượng, Đoàn Xá I, Đoàn Xá II, Đông Tân, Triều Khê.

## Lịch sử
Trước đây, Hồng Phong là một xã thuộc huyện Đông Triều.
Ngày 11 tháng 3 năm 2015, Ủy ban Thường vụ Quốc hội ban hành Nghị quyết số 891/NQ-UBTVQH13 về việc thành lập thị xã Đông Triều thuộc tỉnh Quảng Ninh. Xã Hồng Phong trực thuộc thị xã Đông Triều.
Ngày 11 tháng 9 năm 2019, Ủy ban Thường vụ Quốc hội ban hành Nghị quyết số 769/NQ-UBTVQH14 (nghị quyết có hiệu lực từ ngày 1 tháng 11 năm 2019) về việc thành lập phường Hồng Phong thuộc thị xã Đông Triều trên cơ sở toàn bộ 7,38 km² diện tích tự nhiên và 8.605 người của xã Hồng Phong.
Ngày 28 tháng 9 năm 2024, Ủy ban Thường vụ Quốc hội ban hành Nghị quyết số 1199/NQ-UBTVQH15 về việc sắp xếp đơn vị hành chính cấp huyện, cấp xã của tỉnh Quảng Ninh giai đoạn 2023 – 2025 (nghị quyết có hiệu lực từ ngày 1 tháng 11 năm 2024). Theo đó, thành lập thành phố Đông Triều thuộc tỉnh Quảng Ninh. Phường Hồng Phong trực thuộc thành phố Đông Triều.

## Giao thông
Trên địa bàn phường có quốc lộ 18 đi qua.